# Tirupati Rural
Tirupati Rural là một trong 66 mandal thuộc huyện Chittoor, bang Andhra Pradesh. Thủ phủ đặt tại thị trấn Tirupati. The mandal is bounded by Chandragiri mandal, Tirupati (urban) mandal, Renigunta mandal, Kammapalle mandal and Vadamalapeta mandal.